# Luo Yun-xi
Luo Yi (chino: 罗弋), conocido artísticamente como Luo Yunxi (chino simplificado: 罗云熙), es un popular actor y cantante chino.

## Biografía
Su padre es un profesor de danza. Yunxi fue entrenado profesionalmente en ballet durante 11 años. En 2005, se unió al Shanghai Theater Academy. En 2008, junto a sus amigos participaron en durante el sexto "Lotus Award", concurso nacional de danza en China donde interpretado "Tchaikovsky Rhapsody”". Yunxi también realizó un solo improvisado de "The Burning Flame", el grupo obtuvo la medalla de oro durante la competencia. 
Después de graduarse trabajo como instructor en la Escuela de Danza del Conservatorio de Macao (inglés: "School of Dance of Macao Conservatory"). Durante este tiempo participó en la representación teatral del ballet contemporáneo "Flying to the Moon" donde obtuvo el papel de uno de los bailarines principales. La interpretación fue elegida para presentarse durante la celebración del 10.º aniversario de la transferencia de soberanía de Macao en el 2009.

## Carrera
Como actor es miembro de la agencia "Lafeng Entertainment" y como músico de "Wonderful Music".
En enero del 2015 se unió al elenco de la serie My Sunshine donde interpretó al estudiante de leyes He Yichen de joven. Papel interpretado por el actor Wallace Chung de adulto.
El 21 de noviembre del 2016 se unió al elenco principal de la serie Fox in the Screen (屏裡狐) donde dio vida a Yu Yan, uno de los tres zorros liberados de una pantalla por la pintora Zheng Xuejing (Liu Xinqi), de quien se enamora, hasta el final de la serie el 26 de diciembre del mismo año.
En junio del 2017 se unió al elenco principal de la serie A Life Time Love donde dio vida a Xuanyang Zhiruo, el cuarto príncipe de Xuan Yang, un hombre refinado y audaz que hace cualquier cosa para proteger a su familia. 
El 14 de noviembre del mismo año se unió al elenco principal de la serie Children's Hospital Pediatrician donde interpretó al doctor Shen He.
El 2 de agosto del 2018 se unió al elenco principal de la popular serie Ashes of Love (también conocida como "Heavy Sweetness, Ash-like Frost") donde dio vida a la deidad Run Yu, el Emperador del Reino Celestial, un intrigante y vengativo que hace lo que sea para tener a Jin Mi (Yang Zi), hasta el final de la serie el 3 de septiembre del mismo año.
El 15 de mayo del 2019 se unió al elenco principal de la serie Princess Silver donde interpretó a Rong Qi, el Emperador del Qi Occidental, un hombre tranquilo, racional y distante que hace todo por proteger a Rong Le (Zhang Xueying), aunque sus acciones son malinterpretadas, hasta el final de la serie en junio del mismo año.
El 28 de mayo del 2020 se unió al elenco principal de la serie And The Winner Is Love (月上重火), junto a Chen Yuqi (Yukee Chen), con quién había actuado anteriormente en el drama Ashes of Love. Dió vida a Shangguan Tou, el maestro del valle de Yueshang, hasta el final de la serie el 19 de junio del mismo año.
El 27 de septiembre del mismo año se unió al elenco principal de la serie Love Is Sweet, junto a Bai Lu como su coprotagonista, donde interpretó a Yuan Shuai, hasta el final de la serie el 27 de octubre del mismo año.
En 2021 protagonizó el drama Guys with Kids, donde interpreta a Yu Bo.￼￼￼
Ese mismo año protagonizó el drama Broker, junto a Victoria Song (Song Qian) donde da vida a Zhou Xiao Shan.
Ese mismo año se une al elenco principal de la serie Lie To Love, junto a Cheng Xiao donde donde interpreta  
a Li Zeliang.

## Filmografía

### Series de televisión
| Año  | Título                                     | Papel                              | Cadena                 | Notas            |
| ---- | ------------------------------------------ | ---------------------------------- | ---------------------- | ---------------- |
| 2014 | Hello Aliens                               | Guo Xin                            | iQiyi                  | Papel Secundario |
| 2015 | My Sunshine                                | He Yichen (de joven)               | Dragon TV, Jiangsu TV  | Papel Secundario |
| 2016 | The Love of Happiness                      | Su Lekai                           | Hunan TV               | Papel Secundario |
| 2016 | Ultimate Ranger                            | Ju Heng                            | Mango TV               | Papel Principal  |
| 2016 | Fox in the Screen                          | Yu Yan                             | Sohu TV                | Papel Principal  |
| 2017 | A Life Time Love                           | Xuanyang Zhiruo                    | Dragon TV              | Papel Secundario |
| 2017 | Children's Hospital Pediatrician           | Dr. Shen He                        | Shandong TV            | Papel Principal  |
| 2018 | Flip in Summer                             | Xiao Shen                          | Shandong TV            | Papel Secundario |
| 2018 | Ashes of Love                              | Run Yu                             | Jiangsu TV             | Papel Principal  |
| 2019 | Princess Silver                            | Rong Qi                            | iQiyi, Tencent, Youku  | Papel Principal  |
| 2019 | The Code of Siam                           | Qin Ming                           | Tencent                | Invitado         |
| 2020 | And The Winner Is Love                     | Shangguan Tou / Yu Chuzhi          | iQiyi, Tencent, Youku  | Papel Principal  |
| 2020 | Love Is Sweet                              | Yuan Shuai                         | iQiyi                  | Papel Principal  |
| 2021 | Guys With Kids                             | Yu Bo                              | Youku                  | Papel Principal  |
| 2021 | Broker                                     | Zhou Xiaoshan                      | Dragon TV, Zhejiang TV | Papel Principal  |
| 2021 | Lie To Love                                | Li Zeliang                         | Tencent                | Papel Principal  |
| 2022 | Light Chaser Rescue                        | Luo Ben                            | Tencent                | Papel principal  |
| 2023 | Immortality                                | Chu Wanning                        | Tencent                | Papel Principal  |
| 2023 | Till The End of The Moon                   | Tan Tai Jin/ Cang Jiu Min/ Ming Ye | Youku                  | Papel Principal  |
| 2023 | Medical Examiner Dr. Qin: Corpse Whisperer | Qin Ming                           | LeTV                   | Papel Principal  |
| 2023 | Talk To Your Heart                         |                                    |                        | Papel Principal  |

### Películas
| Año  | Título                | Papel         | Notas                                                                       |
| ---- | --------------------- | ------------- | --------------------------------------------------------------------------- |
| 2015 | The Spring of My Life | Guo Yang      | junto a Tan Songyun                                                         |
| 2017 | Dragon Force          | Chi Yan (voz) | junto a Hou Yong, Gina Gin, Jacky Heung, Zu Qing, Steven Hao y Wowkie Zhang |

### Programas de televisión
| Año  | Título                                          | Título en chino  | Cadena | Notas              | Ref |
| ---- | ----------------------------------------------- | ---------------- | ------ | ------------------ | --- |
| 2012 | Music Showshowshow                              | 音悦showshowshow |        | MC                 |     |
| 2012 | Asian Wave                                      | 声动亚洲         |        | Concursante        |     |
| 2018 | Happy Camp                                      | 快乐大本营       |        | Invitado           |     |
| 2018 | PhantaCity                                      | 幻乐之城         |        | Invitado           |     |
| 2018 | Beyond it! Hero                                 | 超越吧！英雄     |        | Miembro del elenco |     |
| 2019 | Travel, Feel the World                          | 慢游全世界       |        | Invitado           |     |
| 2020 | Happy Camp                                      | 快乐大本营       |        | Invitado           |     |
| 2021 | Intangible Cultural Heritage at Your Fingertips | 指尖上的非遗     | Youku  | Invitado           |     |

### Reality show
| Año  | Título                | Título en chino  | Notas/ Ref             |
| ---- | --------------------- | ---------------- | ---------------------- |
| 2017 | Mr. Leo               | 魔熙先生的云逻辑 | producción propia      |
| 2019 | Mr. Mossie            | 魔熙先生         | Coproducida con Douyin |
| 2020 | Mr. Mossie (Season 3) | 魔熙先生         | producción propia      |

### Presentador
| Año  | Programa                              | Notas |
| ---- | ------------------------------------- | ----- |
| 2012 | Music Showshowshow (音悦showshowshow) |       |

### Revistas / sesiones fotográficas
| Año  | Título                             | Notas                                                             |
| ---- | ---------------------------------- | ----------------------------------------------------------------- |
| 2016 | CHIC (小资)                        |                                                                   |
| 2017 | 昕薇                               |                                                                   |
| 2017 | 座驾                               |                                                                   |
| 2017 | Comfort (舒适)                     |                                                                   |
| 2017 | ViVi (美眉)                        |                                                                   |
| 2017 | Elle Deco (家具廊)                 |                                                                   |
| 2017 | COSMO (时尚)                       |                                                                   |
| 2018 | Vogue Film                         | [ 14 ]                                                            |
| 2018 | Ginger (潮儿)                      |                                                                   |
| 2018 | 伊周                               |                                                                   |
| 2018 | Brides (新娘)                      |                                                                   |
| 2018 | IdolMax Magazine                   | [ 15 ]                                                            |
| 2018 | Esquire (时尚先生)                 |                                                                   |
| 2018 | So Cool                            |                                                                   |
| 2019 | COSMO (时尚)                       |                                                                   |
| 2019 | Xinwei Magazine                    | (publicación de noviembre)                                        |
| 2019 | Handsome Magazine                  |                                                                   |
| 2020 | Perfect Diary x Cosmopolitan China |                                                                   |
| 2020 | Trendshealth China                 | (publicación de junio)                                            |
| 2021 | NeufMode Magazine                  | junto a Cheng Xiao, Ji Xiaobing, Tian Yitong, Gao Han y Li Jiajie |
| 2021 | Wonderland China                   | ((publicación de mayo)                                            |

### Embajador / portavoz
| Año  | Título          | Notas      |
| ---- | --------------- | ---------- |
| 2019 | Crest           |            |
| 2020 | Perfect Diary   | (Portavoz) |
| 2020 | PONDS Skin Care | (Portavoz) |

### Eventos
| Año  | Título                                      | Notas                                   |
| ---- | ------------------------------------------- | --------------------------------------- |
| 2018 | Hunan TV's Mid-Autumn Festival Celebrations | junto a Xu Haiqiao, Jeremy Tsui y Ma Ke |
| 2019 | Zhejiang TV’s: - "T-Mall 11.11 Gala"        | (interpretó: "Big Fish" (大鱼))         |
| 2020 | 2019 China Literature Super IP Gala         | en Shanghái                             |

## Discografía

### Singles
| Año  | Canción                        | Título en chino | Álbum                      | Notas                                |
| ---- | ------------------------------ | --------------- | -------------------------- | ------------------------------------ |
| 2015 | Endless Summer (夏未央)        | 夏未央          |                            |                                      |
| 2016 | "Fox in the Screen"            | 屏里狐          | Fox in the Screen OST      |                                      |
| 2019 | "Year of Reunion"              | 团圆年          |                            | Actuación para CCTV Lantern Festival |
| 2019 | "Against the Current"          | 逆流而上        |                            | Singles Vendidas (CHN): 354,128      |
| 2020 | "Fate Begins"                  | 缘起            | And The Winner Is Love OST |                                      |
| 2020 | "Chengdu"                      | 成都            |                            |                                      |
| 2020 | "Waiting for the Wind to Stop" | 等风停          |                            |                                      |
| 2020 | "Spark in the Stars"           | 星星之火        |                            |                                      |
| 2021 | "Because of You"               |                 | Lie To Love OST            |                                      |

### Álbum
| Título               | Detalles del Álbum                                                                                             | Ventas         |
| -------------------- | --- | -------------- |
| Love Yourself 12人生 | - Lanzamiento: 28 de abril de 2018 - Discográfica: Wonderful Music - Formatos: Digital download, streaming     | - Free         |
| X                    | - Lanzamiento: 27 de diciembre de 2020 - Discográfica: Wonderful Music - Formatos: Digital download, streaming | - CHN: 134,734 |

### Otras canciones
| Año  | Título | Álbum                                                  | Notas                                                                                            |
| ---- | ------ | ------------------------------------------------------ | ------------------------------------------------------------------------------------------------ |
| 2020 | 战疫   | Lanzado por China Federation of Literary & Art Circles | (Canción y mensajes para apoyar a quienes luchan contra el coronavirus) - junto a otros artistas |

## Premios y nominaciones
| Año  | Premio                                                              | Categoría                             | Trabajo                              | Resultado |
| ---- | ------------------------------------------------------------------- | ------------------------------------- | ------------------------------------ | --------- |
| 2017 | Mobile Video Festival                                               | Modelo a seguir anual de Charity Star |                                      | Ganador   |
| 2018 | Mobile Video Festival                                               | Modelo a seguir anual de Charity Star |                                      | Ganador   |
| 2019 | Golden Blossom - The Fourth Network Film And Television Festival    | Mejor Actor                           | Princess Silver                      | Nominado  |
| 2020 | 1st People's Daily Digital Communication and Fusion Screen Ceremony | actor influyente                      | Children's Hospital Pediatrician     | Ganador   |
| 2020 | China Literature Awards Ceremony                                    | Actor rompecorazones                  | Princess Silver                      | Ganador   |
| 2020 | 7th The Actors of China Awards                                      | Mejor actor (serie web)               | And The Winner Is Love               | Nominado  |
| 2020 | iQIYI Screaming Night Festival                                      | Actor popular del año                 | Love Is Sweet                        | Ganador   |
| 2020 | Golden Blossom - The Fifth Network Film And Television Festival     | Mejor actor                           | And The Winner Is Love Love Is Sweet | Nominado  |
| 2020 | Tencent Video All Star Awards                                       | Popular actor de televisión del año   | And The Winner Is Love               | Ganador   |
| 2021 | 2nd People's Daily Digital Communication and Fusion Screen Ceremony | Actor dinámico                        | And The Winner Is Love Love Is Sweet | Ganador   |